# Logikfamilie
Logikfamilie bezeichnet in der Digitaltechnik eine Reihe von Bausteinen (normalerweise als Integrierte Schaltungen), die elementare (wie Logikgatter) und meist auch komplexere logische Schaltungen zur Verfügung stellen. Die Bausteine einer Familie sind mit dem gleichen Herstellungsprozess gefertigt, verwenden die gleiche Schaltungstechnik, haben ähnliche elektrische sowie mechanische Eigenschaften und lassen sich somit problemlos kombinieren.
Der Begriff Logikfamilie wird, in einem weiter gefassten Sinne, oft auch zur Bezeichnung einer Schaltungstechnik verwendet. Eine bloße Übereinstimmung der verwendeten Schaltungstechnik garantiert jedoch nicht, dass zwei Schaltungen kompatibel sein müssen.

## Nomenklatur

### 74er-, 54er- und 84er-Reihen

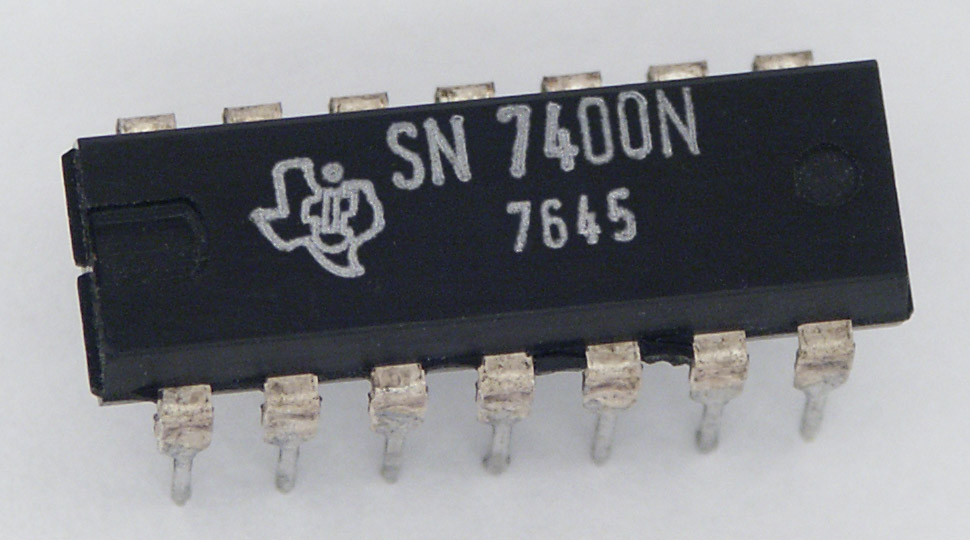
Texas Instruments SN7400 im 14-poligen DIP-Gehäuse

Die heute am häufigsten eingesetzten Logikbausteine stammen aus der sogenannten 74er-Reihe, deren Typnummer mit 74 beginnt (siehe Foto rechts). Die anschließende Zahlenkombination identifiziert die Logikfunktion der Schaltung, die 00 im Beispiel bedeutet, dass es sich um einen NAND-Baustein handelt. Später wurden weitere Logikfamilien entwickelt, die sich in der Herstellungstechnik und den verwendeten Spannungspegeln unterscheiden (und weiterem, siehe unten), nicht aber in der Logikfunktion. Um diese Familien von der ursprünglichen zu unterscheiden, fügt man Buchstaben zwischen die 74 und die „Funktionsnummer“ ein. Beispielsweise hat ein in Low-Power-Schottky-Technologie produziertes NAND-Gatter die Bezeichnung 74LS00.
Oft setzt der Hersteller noch zwei Buchstaben vor das Präfix, z. B. 'SN' für Texas Instruments oder 'MC' für Motorola (inzwischen ON Semiconductor Corp). ICs unterschiedlicher Hersteller können sich in weiteren Daten unterscheiden (z. B. der maximalen Taktfrequenz), sie sind daher nicht immer ohne weiteres austauschbar.
Aus einer eventuell zusätzlich auf dem IC-Gehäuse aufgedruckten Nummer lässt sich das Herstellungsdatum ableiten, in diesem Fall die 45. Woche des Jahres 1976.
Alle Bausteine dieser Reihe wurden ursprünglich in DIP-Gehäusen ausgeliefert; später folgten auch SMD-Gehäuse (beispielsweise die SO-Bauform), die für moderne Nachfolgereihen wie beispielsweise Low Voltage CMOS (LVCMOS, Serie 74LVC…) ausschließlich angeboten werden.
Die Bauelemente der 74er-Reihe gibt es auch in Versionen für erweiterte Temperaturbereiche, die die ansonsten funktionsgleichen 84er- und 54er-Reihen bilden.
| Präfix | Temperaturbereich  | Bezeichnung |
| ------ | ------------------ | ----------- |
| 74’    | 0 °C bis +70 °C    | kommerziell |
| 84’    | −40 °C bis +85 °C  | industriell |
| 54’    | −55 °C bis +125 °C | militärisch |

### 4000er-Reihe
Die 4000er-Reihe ist eine CMOS-Logikfamilie. Sie wird heute nur noch selten eingesetzt. Der ursprüngliche Entwickler und Hersteller RCA Semiconductor verwendete als Herstellerkennung 'CD', so dass die Reihe auch als CD4000-Reihe bekannt ist.
Viele häufig verwendete Bausteine, wie z. B. der PLL-Chip 4046 werden auch Pin-kompatibel zur 74er-Reihe als 74HC- oder 74HCT-Reihe gefertigt. Die Bezeichnung lautet dann z. B. 74HC4046. Dabei ist nur die 74HCT-Reihe TTL-kompatibel.

### 4500er-Reihe
Die 4500er Reihe ist eine Fortsetzung der 4000-CMOS-Reihe. Es gibt diese auch als 74HC45xx und 74HCT45xx CMOS-Varianten.

## Entstehung der Logikfamilien

### Erste Logikfamilien (RTL/DTL)
Die erste eigentliche Logikfamilie war die Widerstands-Transistor-Logik, meist kurz RTL (für engl. resistor transistor logic) genannt. Diese integrierten Schaltungen bestehen ausschließlich aus Widerständen und Transistoren, die logischen Verknüpfungen werden durch Reihen- beziehungsweise Parallelschaltung der Transistoren erreicht. RTL ist eine Schaltungstechnik, die Hersteller haben verschiedene proprietäre Bausteinfamilien hergestellt.
Bei der Diode-Transistor-Logik (DTL) werden eingangsseitig die logischen Verknüpfungen über Dioden erzeugt und danach mit einer Transistorstufe verstärkt und invertiert. DTL ist ebenfalls als Schaltungstechnik mit inkompatiblen Baureihen zu verstehen. Die langsame störsichere Logik (LSL) ist eine Variante von DTL.
RTL und DTL sind heute nur noch von historischem Interesse.

### Transistor-Transistor-Logik (TTL)
Die Transistor-Transistor-Logik (TTL) hat die Diodennetze an den Eingängen durch Transistoren mit mehreren Emitter-Anschlüssen ersetzt. Obwohl anfangs etliche Halbleiterhersteller eigene Logikfamilien in TTL-Schaltungstechnik hergestellt hatten, setzte sich die TTL-Familie von Texas Instruments bald als Industriestandard durch. Die restlichen Hersteller gaben ihre proprietären Reihen auf und produzierten TTL-Schaltungen mit den gleichen Spezifikationen wie Texas Instruments.
Auch die Nummerierung von Texas Instruments hat sich durchgesetzt: Der erste Baustein der Reihe, bestehend aus vier NAND-Gattern mit je zwei Eingängen, wurde SN7400 genannt, bei den nachfolgenden wurde die Nummer hochgezählt. Andere Hersteller ersetzen lediglich das Präfix SN durch eigene Buchstabenfolgen, beispielsweise DM7400 bei National Semiconductor. 7400 oder kurz '00 wurde so zur generischen (herstellerunabhängigen) Bezeichnung für vier NAND-Gatter in TTL-Technik. (Siehe auch: 74xx) 
Diese TTL-Logikfamilie wurde sehr schnell durch Varianten erweitert, die auf niedrigen Stromverbrauch bzw. hohe Schaltgeschwindigkeit optimiert waren und Low-Power-TTL bzw. High-Speed-TTL genannt werden, wobei ein Zielkonflikt zwischen Geschwindigkeit und Leistungsaufnahme besteht. Aus den Typennummern 74L00 und 74H00 haben sich die Familienbezeichnungen L-TTL und H-TTL oder auch 74L und 74H ergeben. Die ursprüngliche 74xx-Logikfamilie wird oft Standard-TTL genannt, um sie von den modifizierten TTL-Familien und vom Überbegriff TTL (im Sinne von TTL-Schaltungstechnik) abzugrenzen. Mittels Schottky-TTL (als 74S-Reihe) kann niedrige Leistungsaufnahme mit höherer Geschwindigkeit kombiniert werden; eine weite Verbreitung fand die Low-Power-Schottky-Technik (als 74LS-Serie). Weiterentwicklungen wurden später als Advanced-Schottky- (74AS-Serie) und Advanced-Low-Power-Schottky-Technik (74ALS-Serie) vorgestellt.

### CMOS

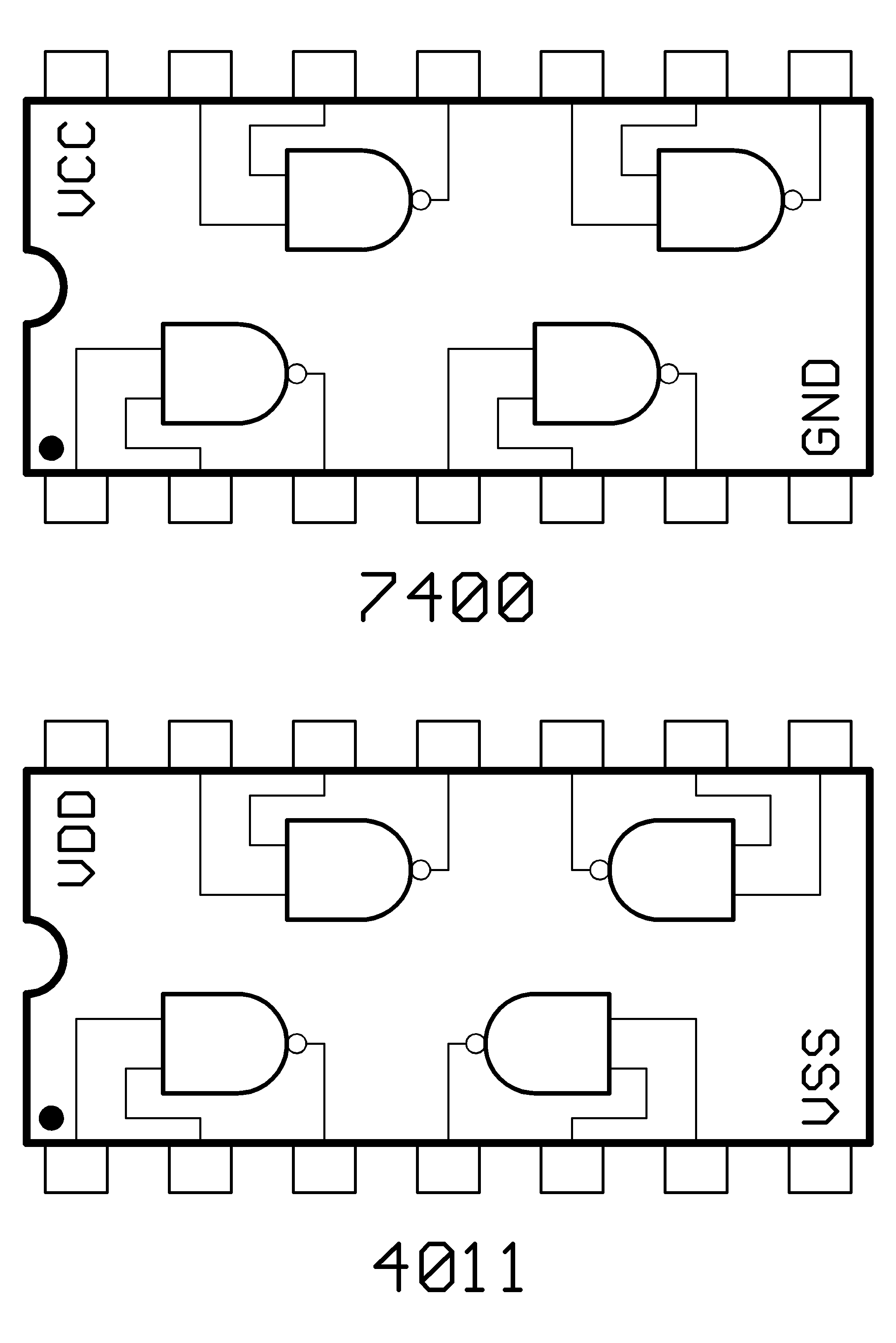
Pinbelegung für vierfaches NAND-Gatter mit je zwei Eingängen bei TTL (7400) und CMOS (4011)

Logische Schaltungen lassen sich nicht nur mit bipolaren Transistoren, sondern auch mit Feldeffekttransistoren (genauer: MOSFETs) realisieren. Die ersten Schaltungstechniken mit MOSFET wurden PMOS und NMOS genannt und verwendeten ausschließlich p-Kanal-MOSFET oder n-Kanal-MOSFET. PMOS- oder NMOS-Schaltungstechnik wurde zwar für viele Digitalschaltungen wie Mikroprozessoren eingesetzt, jedoch entstanden keine eigentlichen Logikfamilien.
CMOS (für Complementary MOS) ist eine Weiterentwicklung von PMOS und NMOS und verwendet eine komplementäre Schaltung, d. h. n- und p-Kanal-MOSFET werden paarweise eingesetzt, was eine Voraussetzung für den charakteristischen geringen Ruhestrom ist.
Serie 4000/4500
Anfang der 1960er entwickelte RCA Semiconductor in den RCA David Sarnoff
Research Laboratories in Princeton (New Jersey) ihre ersten CMOS Bauteile. 1968 kündigte RCA die ersten kommerziellen integrierten Schaltkreise an. Damals nannte RCA die Technologie noch COS/MOS (Complementary-Symmetry Metal-Oxide Semiconductor). Eine Bezeichnung, die sich nicht durchgesetzt hat.
Kommerzielle COS/MOS ICs erhielten von RCA Typnummern ab CD4000 aufwärts, die sich dann – wie die 74xx-Familie bei der TTL-Technik – als 4000-Serie Industriestandard durchsetzte und von diversen Herstellern produziert wurde. Verglichen mit TTL zeichnet sich diese Familie durch sehr geringen Stromverbrauch, einen weiten Bereich für die Versorgungsspannung von 3 bis 15 V (A-Serie), bzw. 3 bis 20 V (B-Serie), aber auch langsame Schaltvorgänge und leistungsschwache Ausgangstreiber aus.
Eine große Schwäche der 4000 ist die hohe Empfindlichkeit gegen elektrostatische Entladungen (ESD, engl. electrostatic discharge) sowie der Latch-Up-Effekt, welche leicht zur Zerstörung der Schaltung führen können. Bei der Logikfamilie 4000B wurde dieses Problem mittels verbesserter Eingangsschutzschaltungen verringert sowie weitere Verbesserungen der elektrischen Spezifikationen eingebracht. Die so verbesserte 4000B-Serie wird auch heute noch produziert und eingesetzt – wenn auch mit reduziertem Typenspektrum.
Die 4000er-Familie verwendet eine eigene Nummerierung und Pinbelegung, ein vierfaches NAND-Gatter mit je zwei Eingängen wird beispielsweise 4011 (’11) genannt und nicht 7400 ('00 bzw. 74H00, 74L00, 74LS00 usw.) wie bei den TTL-Bausteinen. Zusätzlich zur abweichenden Nummer ist auch die Pinbelegung unterschiedlich: Obwohl die ICs beider Familien im gleichen 14-poligen DIP erhältlich sind, liegen Ein- und Ausgänge auf anderen Anschlüssen; die Bausteine sind in den meisten Fällen nicht austauschbar. Bei den Ausnahmen mit identischer Pinbelegung werden auch teilweise zwei Typenbezeichnungen aufgedruckt: neben der Nummer der 4000-Serie auch eine 74C-Nummer (s. u.; beispielsweise sechs Inverter 4069 oder 74C14). 
Ausgewählte Bausteine gibt es auch in der HC- und HCT-Technik. RCA nannte diese Bauteile die QMOS-Serie. Diese Bezeichnung hat sich nicht durchgesetzt. Dabei wird ein Baustein mit Funktion und Pinbelegung zum Beispiel eines 4017 als 74HC4017 oder 74HCT4017 bezeichnet. HC- und HCT-Bauteile sind CMOS-Bauteile, keine TTL-Bauteile. Allerdings ist der Betriebsspannungsbereich gegenüber der 4000-Serie eingeschränkt. HC-Bauteile sind zur 4000-Serie kompatibel solange ihr Betriebsspannungsbereich nicht überschritten wird. HCT-Bauteile sind zu LS-TTL Bauteilen kompatibel und können diese ersetzen. HC-Bauteile können das nicht.
Nach der 4000er Serie wurden weiter Schaltungen in CMOS entwickelt. Zum Beispiel 4511B, ein 7-Seg-Decoder mit Speicher, oder 4518B/4520B mit zwei BCD/Binär-Zählern. Es gibt ausgewählte ICs auch als 74HC45xx.
 Serie 74C… und 74HC…

Die 74C-Logikfamilie von National Semiconductor behebt den Nachteil der anderen Pinbelegung der 4000er-Serie: Diese Bausteine waren zwar in CMOS-Technik konstruiert, vergleichbar mit den 4000B, verwendeten jedoch Nummerierung, Funktionsdefinitionen und Pinbelegungen der 74xx-Reihe. Die 74C-Familie erlangte keine große Bedeutung, wohl aber die nachfolgenden CMOS-Familien 74HC/HCT und 74AC/ACT.
74HC… (High-Speed-CMOS) und 74HCT... (High-Speed-CMOS mit TTL-kompatiblen Eingängen) verwenden Nummerierung der 74-Logikbausteine. Sie sind pinkompatibel und funktionskompatibel. Die Version 74HCT ist bedingt elektrisch kompatibel zu 5 Volt-TTL-Schaltkreisen. Der Vorteil gegenüber jenen ist der geringere Eingangsstrom und der geringere Versorgungsstrombedarf. 74HC… und 74HCT… unterscheiden sich durch die Toleranz der Betriebsspannung und den Bereich erlaubter beziehungsweise verbotener Eingangspegel. So sind Bausteine der Baureihe 74HCT… mit ihren Eingängen kompatibel zu 5-V-TTL- und 3,3-Volt-Logikpegeln. 74HC… zeichnet sich durch den Betriebsspannungsbereich von 2 bis 6 Volt aus, etwa wenn die Spannung bei Batteriebetrieb absinken kann. Seit den 1980er Jahren gibt es die Serien 74AC… (Advanced-high-speed) und 74ACT… (Advanced-high-speed mit TTL-kompatiblen Eingängen). In diesen Serien gibt es auch unter den Bezeichnungen 74AC110… abweichende Pinbelegungen für eine optimierte niedriginduktive Zuführung der Versorgungsspannung.
Die Serie 74LS… wird von der Serie 74HCT… verdrängt.

## Weitere Logikfamilien
Weitere Logikfamilien sind:
- Langsame störsichere Logik (LSL) – auch als high-level logic (HLL) bekannt
- Emittergekoppelte Logik (ECL)
- Integrierte Injektionslogik (I²L oder IIL) – auch als Strominjektionslogik, Merged Transistor Logic (MTL) und Current-Hogging Injection Logic (CHIL) bekannt
- Gunning Transceiver Logic (GTL) – verwendet u. a. zur Bus-Signalisierung bei Intel-CPUs der P6-, NetBurst- und Core-Familien; ansonsten kaum verbreitet

| Präfix    | Hersteller             |
| --------- | ---------------------- |
| AM        | AMD                    |
| HD        | Hitachi                |
| MC        | Motorola               |
| PC        | Philips                |
| M         | STMicroelectronics     |
| DM, MM, F | National Semiconductor |
| ⊔         | Signetics              |
| SN        | Texas Instruments      |
| SP        | SPI                    |
| TC        | Toshiba                |

| Familie                                        | Typ                               | Hersteller- Präfix                | UB                                | PV                                | tpd                               | Verbrauch PV·tpd                  |
| Transistor-Transistor-Logik (TTL)              | Transistor-Transistor-Logik (TTL) | Transistor-Transistor-Logik (TTL) | Transistor-Transistor-Logik (TTL) | Transistor-Transistor-Logik (TTL) | Transistor-Transistor-Logik (TTL) | Transistor-Transistor-Logik (TTL) |
| ---------------------------------------------- | --------------------------------- | --------------------------------- | --------------------------------- | --------------------------------- | --------------------------------- | --------------------------------- |
| Standard-TTL                                   | 7400                              | ⊔, SN, MC, DM                     | 5 V                               | 10 mW                             | 10 ns                             | 100 pJ                            |
| Low-Power-Schottky-TTL                         | 74 LS 00                          | ⊔, SN, MC, DM                     | 5 V                               | 2 mW                              | 10 ns                             | 20 pJ                             |
| Schottky-TTL                                   | 74 S 00                           | ⊔, SN, DM                         | 5 V                               | 19 mW                             | 3 ns                              | 57 pJ                             |
| Low-Power-Advanced-TTL                         | 74 ALS 00                         | SN, MC, DM                        | 5 V                               | 1 mW                              | 4 ns                              | 4 pJ                              |
| Fast-TTL                                       | 74 F 00                           | ⊔, F, MC, SN                      | 5 V                               | 4 mW                              | 3 ns                              | 12 pJ                             |
| Advanced-TTL                                   | 74 AS 00                          | SN                                | 5 V                               | 10 mW                             | 1,5 ns                            | 15 pJ                             |
| Complementary metal-oxide-semiconductor (CMOS) |                                   |                                   |                                   |                                   |                                   |                                   |
| Standard-CMOS                                  | 4000 4500                         | TC                                | 5 - 15 V                          | 0,3 mW MHz−13 mW MHz−1            | 90 ns30 ns                        | 30 pJ MHz−190 pJ MHz−1            |
| Standard-CMOS                                  | 4000                              | MC1                               | 5 - 15 V                          | 0,3 mW MHz−13 mW MHz−1            | 90 ns30 ns                        | 30 pJ MHz−190 pJ MHz−1            |
| Standard-CMOS                                  | 74 C 00                           | MM                                | 5 V                               | 0,3 mW MHz−13 mW MHz−1            | 90 ns30 ns                        | 30 pJ MHz−190 pJ MHz−1            |
| High-Speed-CMOS                                | 74 HC 00                          | MC, MM, SP, SN, TC, PC            | 2–6 V                             | 0,5 mW MHz−1                      | ≈10 ns (spannungsabhängig)        | 5 pJ MHz−1                        |
| High-Speed-CMOS                                | 74 HCT 00                         | MC, MM, SP, SN, TC, PC            | 5 V                               | 0,5 mW MHz−1                      | ≈10 ns (spannungsabhängig)        | 5 pJ MHz−1                        |
| Advanced-CMOS                                  | 74 AHC 00                         | SN, PC, F                         | 2–6 V                             | 0,8 mW MHz−1                      | ≈3 ns (spannungsabhängig)         | 2 pJ MHz−1                        |
| Advanced-CMOS                                  | 74 AHCT 00                        | SN, F                             | 5 V                               | 0,8 mW MHz−1                      | ≈3 ns (spannungsabhängig)         | 2 pJ MHz−1                        |
| Low-Voltage-CMOS                               | 74 LV 00                          | SN, PC, MM, TC                    | 3,3 V 1-5 V                       | 0,6 mW MHz−1                      | 14 ns                             | 8 pJ MHz−1                        |
| Low-Voltage-CMOS                               | 74 LVC 00                         | SN, PC, MM, TC                    | 3,3 V 1-5 V                       | 0,5 mW MHz−1                      | 7 ns                              | 4 pJ MHz−1                        |
| Low-Voltage-CMOS                               | 74 ALVC 00                        | SN, PC, MM, TC                    | 3,3 V 1-5 V                       | 0,4 mW MHz−1                      | 4 ns                              | 2 pJ MHz−1                        |
| Emittergekoppelte Logik (ECL)                  |                                   |                                   |                                   |                                   |                                   |                                   |
| Standard-ECL                                   | 10 100                            | ⊔, MC, F                          | −5,2 V                            | 35 mW                             | 2 ns                              | 60 pJ                             |
| Standard-ECL                                   | 10 200                            | MC                                | −5,2 V                            | 35 mW                             | 1,5 ns                            | 50 pJ                             |
| High-Speed-ECL                                 | 1600                              | MC                                | −5,2 V                            | 70 mW                             | 1 ns                              | 70 pJ                             |
| High-Speed-ECL                                 | 10 H 100                          | MC                                | −5,2 V                            | 35 mW                             | 1 ns                              | 35 pJ                             |
| High-Speed-ECL                                 | 100 100                           | ⊔, F                              | −4,5 V                            | 50 mW                             | 0,75 ns                           | 38 pJ                             |
| High-Speed-ECL                                 | 10 E 100                          | MC                                | −5,2 V                            | 50 mW                             | 0,4 ns                            | 20 pJ                             |
| High-Speed-ECL                                 | 100 E 100                         | MC                                | −4,5 V                            | 40 mW                             | 0,4 ns                            | 16 pJ                             |

Hinweise

4000 und 4500 CMOS Bausteine arbeiten mit UB von 3 bis 18 V; Werte oben sind für 5 und 15 V gegeben.

Die 7400 CMOS Bausteine arbeiten bis 5V oder niedriger
- 74HCT und 74AHCT sind TTL-kompatible CMOS, können also häufig 74LS und 74ALS ersetzen
- 74HCT und 74AHCT Eingänge (5-Volt-Logik) können mit Ausgängen von 3,3-Volt-Logik-Bausteinen angesteuert werden